# Walter Aquenza
Walter Aquenza (Milano, 14 maggio 1927 – Cilavegna, 24 agosto 2009) è stato un fumettista e illustratore italiano.

## Biografia
Studia presso l'istituto tecnico per geometri di Milano ma incomincia a lavorare in campo editoriale già prima di completare gli studi; nel secondo dopoguerra collabora con le Edizioni ESSE alla realizzazione di serie a fumetti scritte da Silvar pubblicate dal 1946 al 1948 nella collana Nel Mondo dell'Avventura. Contemporaneamente collabora dal 1947 al 1948 anche con la Casa Editrice Universo realizzando diverse storie a fumetti pubblicate bella collana degli Albi dell'Intrepido; nel 1949 pubblica nella collana Albi Salgari serie a strisce tratte da racconti di Omar Salgari. Negli anni cinquanta collabora con diversi editori. Dal 1951 al 1952 realizza, su testi di Menka, due episodi a fumetti pubblicati su Avventure dell'aria, serie delle Edizioni De Re e Stefani dalla breve vita della quale realizza anche le copertine. Nel 1952 collabora anche con l'Editoriale Subalpino per il quale realizza nove episodi della serie Red Cameron pubblicate nella collana Gli Albi dell'Ardimento.
Negli anni sessanta invece si dedica all'illustrazione collaborando con diverse riviste di diverso carattere, iniziando una trentennale carriera con diversi editori realizzando illustrazioni per il Corriere della Sera, per l'Enciclopedia per ragazzi della Arnoldo Mondadori Editore e per romanzi per ragazzi per gli editori Malipiero e Fratelli Fabbri Editori.